# Наконечник стріли
Наконечник стріли, вістря стріли, пло́щик — передня частина стріли, що безпосередньо вражає ціль. Виготовляється з твердого матеріалу (камінь, кістка, ріг, раковини, метал тощо) або дерева. Зазвичай, за розміром менше і легше, ніж наконечник дротика.
Відрізнити найдавніші кам'яні наконечники стріл від наконечників інших видів держакової зброї не завжди просто. Відповідно до думки одних дослідників основним критерієм є ширина кріпильної частини наконечника, що корелює з товщиною держака. Відповідно до думки інших, відмінність слід встановлювати порівнянням ваги, довжини і товщини наконечників.

## Частини наконечників стріл

### Кам'яні наконечники
- a — вістря, кінчик (англ. point, tip);
- b — лезо, кромка (англ. side, edge);

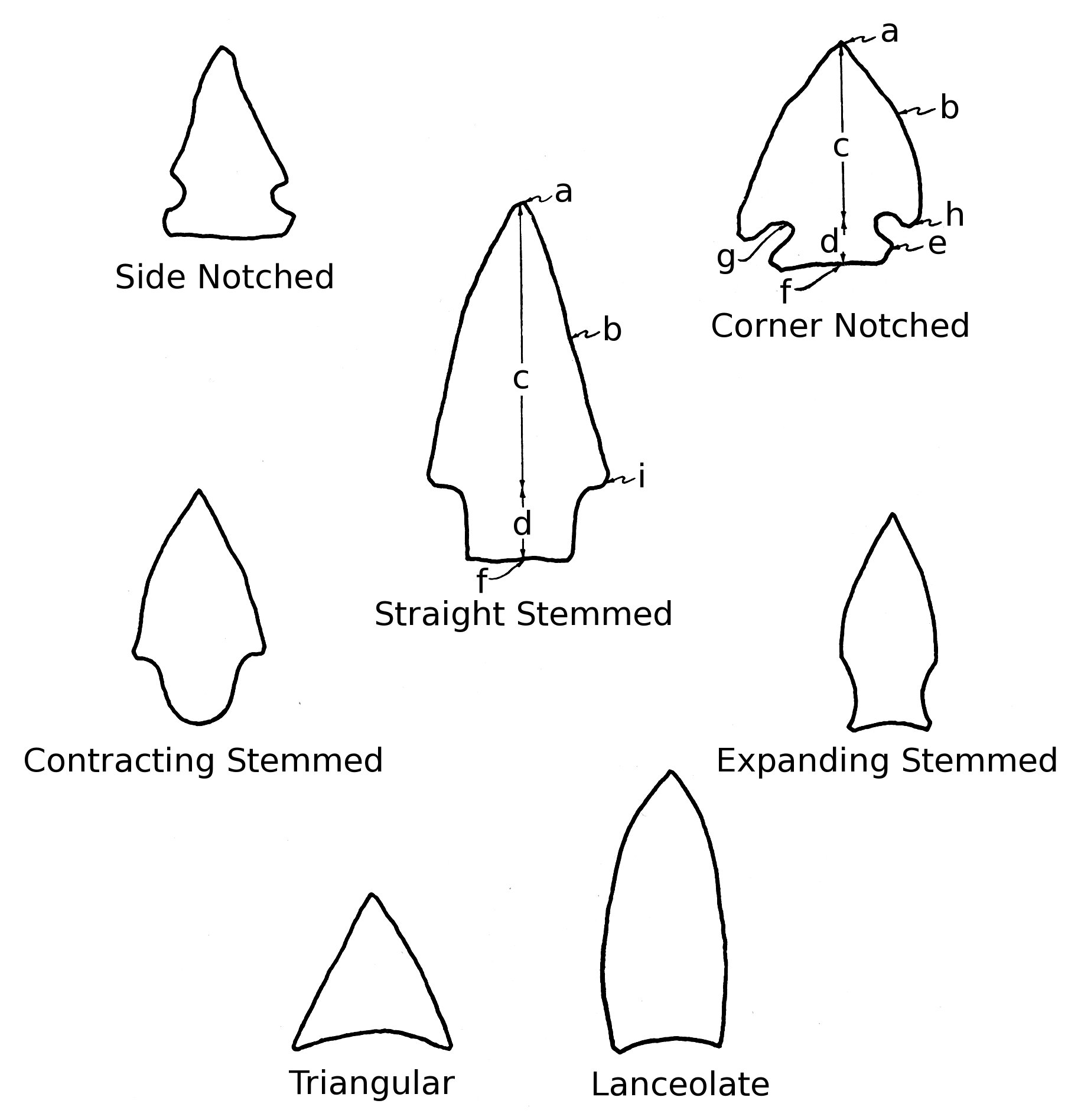

- c — грань (англ. blade, face), причому одна сторона — спинка (англ. face, dorsal surface; фр. revers, face externe), а інша — черевце (англ. ventral surface; фр. avers, face ďeclatement, face plane, face interne);
- d — черешок, насад (англ. stem — черешок, tang — хвостовик, haft element — насад);
- e — сходинка, уступок — (англ. step);
- f — основа, насадка, база (англ. base);
- g — виїмка (англ. notch);
- h — шип, зубець (англ. hard, barb);
- i — плечико (англ. shoulder).

### Металеві наконечники
- Вістря, кінчик, бойок — колюче закінчення пера.
- Перо, бойова головка — проникаюча, ударна частина.
- Ударна частина — в одному з варіантів, тільки частина пера від кінчика до найширшої частини.
- Сторона — гострий ріжучий край пера.
- Грань — поверхня пера, обмежена сторонами.
- Лопать — грань, що виступає від основи пера.
- Ярус — уступ, утворений стороною лопаті пера.
- Плічко — сторона пера, звернена до держака.
- Шип, зубець, жальце — виступ, утворений плечиком лопаті пера.
- Шийка — верхня звужена частина насадки, яка є основою пера.
- Упор — виступ, що обмежує перо наконечника стріли при з'єднанні з торцем верхнього кінця держака. В іншому варіанті — вужча в районі плечика частина пера разом з черешком.
- Насадка — несуча частина, призначена для кріплення до держака.
- Черешок — стрижень насада, служить для кріплення в тілі держака.
- Втулка — нижня частина насадки, в порожнині якої закріплюється держак.
- Свистулька, свистунка — свистячий в польоті додатковий елемент деяких наконечників.

## Найдавніші наконечники стріл
У 2010 році з'явилося повідомлення про знахідку в Південній Африці, в печері Сібуду (Sibudu), імовірно поки найперших в історії наконечників стріл. Це дрібні відщепи каменю неправильних форм зі слідами крові, кістки і кріпильної смоли. Їх вік становить 64000 років — це середній палеоліт. Якщо відкриття підтвердиться, то все одно, вважається, що після цього тисячоліттями лук і стріли більше не використовувалися.

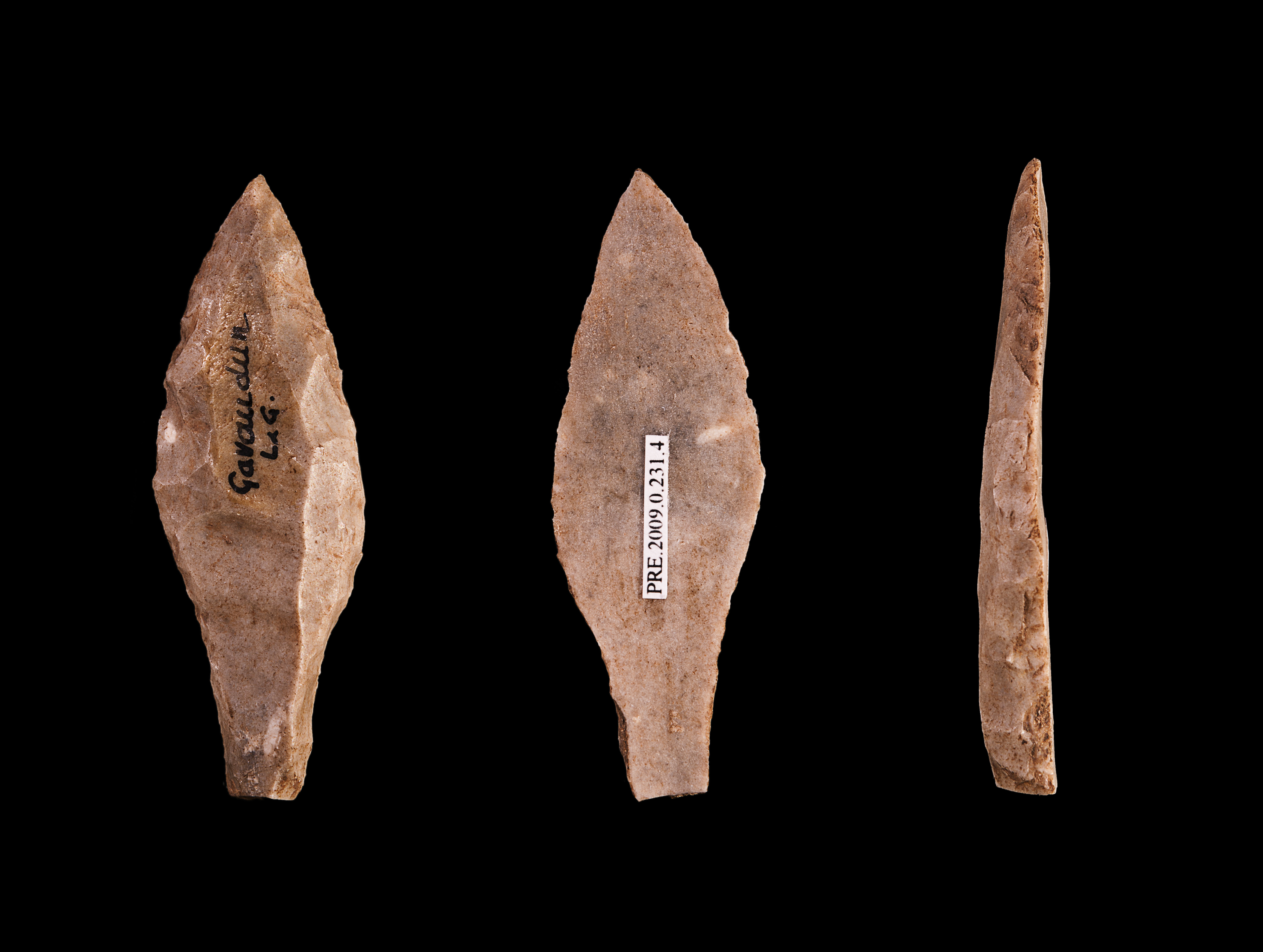
Кременеві вістря. Ґраветтська культура

Хоча в багатьох індустріях подальших палеолітичних культур є дрібні кам'яні вістря — їх наконечниками стріл не визначають.

## Вістря стріл індустрій пізнього палеоліту
Першими вістрями стріл частіше визначають дрібні вістря пізнього етапу західноєвропейської пізньопалеолітичної солютрейської культури (22/18 тис. — 17/15 тис. р. до н. е.). Тобто саме тоді і почалося використання лука і стріл. Але вказується також, що неможливо поки точно розрізнити наконечники стріл і дротиків. Тому є вказівки і на більш ранню Граветтську культуру (28-21 тис. р. до н. е.), і на більш пізні. Знахідки ж самих стріл відомі тільки для епохи мезоліту.
Солютрейська культура мала кілька видів наконечників стріл:
- лавролисті;
- верболисті;
- з виїмкою в основі, яка формує два шипа;
- з бічною виїмкою, що утворює черешок і виступ, що перешкоджає випаданню знаряддя з тіла тварини;
- з бічною виїмкою і шипом;
- з черешком (каталонський тип);
- черешкові з шипами (південний схід Іспанії, фінальний етап).

Всі вони виділяються ретельно покриваючою ретушшю, але тільки зі спинки. Черевце ретушовано лише на обох кінчиках.
Ще кілька пізньопалеолітичних культур Європи виділяються саме своєрідністю своїх дрібних наконечників (звичайно, не тільки по них), які через їх розміри відносять до мікролітів. Це такі культури, як Мадленська, Гамбурзька, Бромма, Тьонгер, Крезвел, Лінгбі, Аренсбурзька, Свідерська та ін.
Змінивши Солютрейську культуру, вони мали вже менш ретельно виконані вістря. Так гамбурзька індустрія відрізняється своїми вістрями з виїмкою в основі і зрізаним навскоси усіченим ретушшю лезом. А генетично пов'язана з нею Аренсбурзька — мала як вістря стріл з дещо діагональним лезом, так і симетричні черешкові вістря.
У палеоліті також широко застосовували кістяні вістря, які зазвичай представляють із себе загострені круглі стрижні з плоскою лопаткою на іншому кінці. Цією частиною наконечник і вставлявся в розщепи на торці древка.
Дерев'яні вістря стріл, звичайно, теж застосовували. Для полювання на птахів кінчик древка навіть не треба було заточувати. Могли бути зарубки. Якщо роблять вістря, то перед цим кінець древка обпалюють для твердості. Для полювання на хутрову звірину і птахів могли застосовувати і повністю дерев'яні стріли з великим потовщенням на кінці. Такі стріли відомі у багатьох народів в пізній час.
Одна з найбільш давніх культур на території Росії — Стрілецька культура верхнього палеоліту з її відомою стоянкою Сунгир під Владимиром. Ця культура виділяється своїми двосторонньо обробленими вістрями трикутної форми з виїмками знизу і листоподібними вістрями.

## Вістря стріл мезоліту
Мезолітичні індустрії відрізняються використанням набірних лез і наконечників, що складаються з дрібних елементів — мікролітів. Мікроліти отримували, розколюючи пластинку впоперек. Мезолітичний наконечник міг складатися з одного мікроліта, який зміцнювали на древку по-різному. В тому числі, і у вигляді долота (з мікролітом-трапецією). Ці поперечні торцеві наконечники називають «транш» (фр. Tranchet, буквально — зубило). Вони нагадують залізні «зрізні» середньовіччя. Різновид такого вістря може мати також діагональне переднє лезо. Подібний поперечний наконечник може бути сформований і на відщепах ретушшю у вигляді Т-подібної фігури, ще й з шипами. Такі робили в Північній Сахарі в мезоліті. Мікроліти використовували і парно, прикриплюючи їх по обидві сторони вістря стріли. Виходив шипастий наконечник.
За кістяними вістрями стріл мезолітичної Ієнівської культури Волго-Окського межиріччя було зроблено припущення, що їх могли обточувати на примітивному токарному верстаті. Ці наконечники голкоподібної (веретеноподібної) форми і мають відповідні сліди обробки. Різні індустрії з наконечниками стріл були в Північній Америці. Першими там стали використовувати лук люди пізньоархаїчного / пост-архаїчного періодів близько 1000 р. до н. е. Раніше використовували тільки списи і списометалки з дротиками. Різноманітність тамтешніх кам'яних наконечників, мабуть, не має собі рівних у Старому Світі. Характерною особливістю багатьох із них є наявність виїмок біля основи. За місцем розташування, ці виїмки можуть бути кутовими, бічними або базальними. Вони полегшують закріплення на держаку і (або) утворюють шипи.

## Вістря стріл неоліту, енеоліту, ранньої та середньої бронзи
У неоліті тривало використання наконечників різноманітних форм, багато з яких були вироблені ще в палеоліті. Це листоподібні, з увігнутою основою (шипасті), ромбоподібні, трикутні, трикутні з увігнутою основою і шипами, черешкові з шипами і без них. З'явилися наконечники з зазубленими лезами (так звані «йоржі»). Іноді передня частина наконечника робилася дуже вузькою, а основа різко розширювалася. Їх називають «стилети» (Ліван).
У неоліті також в деяких регіонах наконечники виточували з відповідних для цього порід (сланці).
В енеоліті, ранній та середній бронзі також використовували в основному кам'яні вістря. Поряд з колишніми формами, в ранню бронзу, наприклад, на Північному Кавказі виділяються так звані «прапороподібні наконечники». Тобто несиметричні наконечники з боковим виступом. Іноді цей виступ переходив у шип. Дещо нагадує солютрейські наконечники, але зроблені ще більш ретельно: з двосторонньо покриваючою цівчастою ретушшю і часто з дрібнопильчастою ретушшю на лезах. Є підстави думати, що такі зміни знаменують збільшення значення війни серед тогочасного суспільства.
Не менша майстерність проявлялося під час виготовлення специфічних «серцеподібних» кремінних наконечників катакомбної культури (хоча вони відомі і в інших культурах). Вони, при власній ширині близько сантиметра, мають глибоку виїмку в основі і гострі шипи- «вусики», які, зазвичай, були загнуті всередину. Ці наконечники, мабуть, були розраховані на відділення від древка і навіть розколювання при попаданні в тіло.
Перші нечисленні бронзові наконечники з'являлися в Анатолії в 3-му тисячолітті до н. е. (місто Тарс на півдні Туреччини). Вони черешкові ножеподібних (листоподібних і ромбоподібних) форм («площики»). У ранні періоди металеві вістря використовували рідко. Часто їх важко відрізнити від плоских черешкових ножичків, які могли б також служити і наконечниками для стріл, які так і називають — «ножеподібні».
В Ірані було знайдено всього два черешкових дволопатевих вістря епохи бронзи (2000—1800 рр. до н. е.). У Палестині металеві вістря листоподібних і ромбоподібних форм з'явилися в період середньої бронзи (1750—1700 рр. до н. е.). У 1650—1550 рр. до н. е. у частині наконечників на пері виділяється жорстке ребро. У 1550—1479 рр. до н. е. — екземпляри підтрикутної форми. Не пізніше 1220-х рр. до н. е. вони стають чітко трикутними. Деякі навіть з виділеним нижнім кінцем граней. Але з гострими шипами наконечників в Палестині так і не з'явилося. В Анатолії, навпаки, в 1450—1100 рр. до н. е. характерними стають вістря стріл з трикутним пером і шипами.
Але місцем появи втульчастих наконечників стріл став інший регіон. Вони виникли близько 2-го тисячоліття до н. е. в андроновській культурі. В євразійських степах одночасно з'явилися і черешкові, і втульчасті бронзові наконечники. Але черешкові були тоді широко поширені. Лише в Середній Азії та Казахстані з початком 1-го тисячоліття до н. е. вони стали визначальною формою. Відмінною особливістю євразійських наконечників є чітка розробленість форм, що дозволяє легко проводити їх класифікацію. Це контрастує з аморфністю форм стріл Переднього і всього Близького Сходу. Це пояснюється різною значущістю даного виду зброї в цих регіонах.

## Наконечники доби пізньої бронзи і раннього заліза
У початковий період пізньої бронзи (кіммерійський період) тривало використання різноманітних кам'яних наконечників. Поряд з ними широко застосовувалася кістка. У регіонах степових культур півдня Росії і в Україні (культура багатоваликової кераміки, зрубна, сабатинівська, білозерська) кістяні вістря стріл були як черешкові, так і втульчасті. І перші, і другі використовували для спорядження очеретяних стріл. Черешкові просто вставлялися в тростинку, а для втульчастих застосовувалися перехідники — короткі дерев'яні стерженьки (аналогічно більш пізнім скіфським наконечникам). Є наконечники і з черешками, призначеними для вставки в дерев'яні держаки. Їх черешки — або витягнуті плоскі, або у вигляді косого зрізу на торці наконечника. За формою вістря кістяні вістря діляться на кулеподібні, овальні і олівцеподібні. Останні частіше бувають тригранні, рідше чотиригранні (квадратні або ромбічні) і з великою кількістю граней. Тригранні іноді мали спеціальний перехват для прив'язування до древка і у деяких виділялися вузькі лопаті. Основа наконечників була або плоскою, або з шипами.
Хоча на передньому Сході бронзові вістря стріл стали замінятися і повністю були замінені на залізні приблизно на початку 1-го тисячоліття до н. е., в євразійських степах, на Кавказі (кобанська культура), в Середній Азії, в Елладі бронзові тільки почали входити в широке вживання. Там ще широко застосовували кам'яні та кістяні вістря. Тільки з другого періоду пізньої бронзової доби вони зникають. Але в Закавказзі обсидіанові наконечники використовувалися і на початку залізної доби. А в Персії — і в V ст. до н. е.
У передскіфський час переважали дволопатеві бронзові вістря з ромбоподібною голівкою. Тільки в пізній (скіфський) період металеві наконечники стають звичайним і масовим виробом. Причому такої масовості Стародавній Схід не знав. У степу використовували саме втульчасті вістря стріл. Вони мають дві або рідше три лопаті. Дволопатеві можуть ще забезпечуватися гакоподібним шипом, який відходить від втулки. У трилопатевих самі лопаті можуть бути в основі шипуватими. Також масовими є і більш пізні тригранні втульчасті вістря, часто мають біля основи шипи. Їх ребра іноді спеціально заточувалися.
Наконечники скіфських типів були розповсюджені досить широко, а виготовляли їх або місцеві майстри лісостепу, або вони постачалися з грецьких міст Північного Причорномор'я. Відливалися з олов'янистої або свинцево-олов'янистої бронзи. Рідше застосовували для наконечників томпак або латунь. Під впливом явної ефективності кіммерійсько-скіфських стріл на Стародавньому Сході знову входять у вжиток бронзові наконечники, тепер уже скіфських форм. Це було пов'язано і зі зміною військової тактики. Оскільки стала необхідною велика кількість наконечників, їх легше масово відливати з бронзи, ніж кожен виковувати із заліза.
Свистячі стріли. Середньовічні кочівники Північно-Східної Євразії застосовували так звані «стріли свистульки» (наприклад, хунну, монголи). Їх застосовували також буряти, турки, китайці, японці та інші. У тому числі, у Східній Європі і на Русі. У такої стріли, найчастіше, на древку, нижче вістря, була кістяна свистунка у вигляді кульки, подовженої або біконічної гранованої форми, оснащена отворами. Іноді їх насаджувалося навіть по три або чотири штуки. Більш рідкісний вид — це цілісні зі свистунками вістря стріл, що мають в основі опуклі порожнини з отворами або зовні схожі з кістяними витягнуто-округлі залізні порожнини з отворами на місці шийки. Свистункі виконували також роль муфти, що перешкоджає розколу древка черешком наконечника. На користь цього говорить те, що свистунками частіше оснащувалися великі трилопатеві наконечники, а також наявність «свистунок» взагалі без отворів. Вважають, що призначення свистячих стріл — залякування супротивника і їх коней. Є відомості, що такими стрілами вказували напрямок обстрілу і давали інші команди. Також їх використовували під час полювання, як на великих тварин, так і на білку (буряти). При цьому сам наконечник міг зніматися зі стріли. У Китаї та у монголів використовувалися й інші види свистячих стріл. Вони мають великі порожнисті наконечники (іноді діаметром до 10 см) з отворами спереду і з боків, через які проривається повітря під час польоту. Такі ж використовували недавно і в Японії.

## Вістря стріл Середньовіччя
У багатьох регіонах: Прикам'ї, Поволжі, лісостеповій смузі півдня Росії, Північному Кавказі, Західному Сибіру, південних степових районах Західного Сибіру в ранній період середньовіччя (друга половина 1-го тис.), коли на історичній арені стали діяти нові кочівники (тюрки, уйгури, кимаки, киргизи, курикани) продовжували використовувати трилопатеві і тригранно-лопатеві залізні наконечники. Вони повсюдно зникають до X століття у зв'язку з нарощуванням застосування захисного озброєння. Хоча плоскі наконечники були в ходу і в ранній період, пізніше на них перейшли скрізь. Для боротьби з обладунками застосовувалися і бронебійні наконечники, кількість яких зросла в порівнянні з попередньою епохою. Вони мають грановану стилетоподібну форму або рідше — форму вузького долота і здатні пробити кольчугу або навіть не найміцніший пластинчастий обладунок. Поширені були і кістяні наконечники, що призначалися для ураження незахищеного суперника. У ранньому середньовіччі в лісах Західного Сибіру використовували багато в чому схожий набір типів наконечників, як і в степах. Але були й свої оригінальні, які знаходять свій подальший розвиток в пізніх етнографічних вістрях. Наприклад, деякі вузькі теслоподібні вістря стріл мають розгорнуту на дев'яносто градусів бойову частину щодо загальної площини. У монголів в період завоювань XIII—XIV століть значно зменшилася кількість трилопатевих наконечників на користь плоских (в тому числі і зрізнів) і бронебійних. Це пояснюється збільшенням інтенсивності стрільби на коротких дистанціях, необхідністю боротися з противником в обладунках і тим, що воїни мали при собі більший запас стріл. Разом з тим, у монголів були і дуже великі і важкі плоскі вістря, якими оснащувалися і більш товсті стріли. Це свідчить про значну потужність монгольських луків. Також використовувалися і кістяні черешкові вістря та стріли з дерев'яними потовщеннями на кінці.

### Давньоруські вістря стріл
Різноманітні були і давньоруські наконечники. Кістяні наконечники, мабуть, переважали в Східній Європі задовго до нашої ери. Найдовше вони зберігалися (до XIV ст.) у фіно-угорських народів Прикам'я і в басейні Вятки. На Русі з другої половини 1-го тисячоліття їх швидко витіснили залізні. У X—XIV ст. кістяні вістря трапляються дуже рідко. У цей час вони за формою наслідують різні типи залізних наконечників. На Русі застосовувалися як втульчасті, так і черешкові залізні вістря стріл. Втульчасті становили всього близько 1 % (також і у всій Східній Європі). Вони використовувалися більше на західних рубежах (як і в прилеглих країнах Центральної Європи), а також у басейні річки Ками, де відомі ще до нашої ери. І втульчасті, і черешкові включали в себе схожі типи вістер: трилопатеві (до X століття), плоскі, грановані (бронебійні). Шипасті вістря не мали широкого розповсюдження, хоча використовувалися. Можливо, що на Русі такі стріли називали «вереги» або «северги». Є навіть такий тип, де один шип спрямований назад, а інший — вперед. Такий наконечник не можна витягти, ні проштовхнути наскрізь, ні розвернути в рані у зворотний бік. Відомий і наконечник у формі маленького остеня або тризуба з шипуватими зубцями. Є ще один тип — «Томар» («Томар стрільний»), наперсткоподібний наконечник, призначений для полювання на хутрових звірів, що лазять по деревах. Ці вістря стріл можуть бути залізними, але частіше вони кістяні. Вони можуть бути округлими або мати огранювання кінчика. Останній тип застосовували і в бою. Бронебійні наконечники з'явилися у Східній Європі з 1-го тисячоліття і набули найбільшого поширення з VIII—IX по XIV ст. — під час найширшого застосування кольчуги і пластинчастих обладунків — й існували до кінця середньовіччя. Вони розподіляються на шилоподібні, пірамідальні і ланцетоподібні з безліччю різновидів. Про спеціальні запалювальні стріли на Русі нічого не відомо. Мабуть, це не практикувалося. Їх широко застосовували в Західній Європі, де для цього обов'язково використовували шипасті наконечники. Це дозволяло стрілі зачепитися і не впасти на землю. Свистячі стріли використовувалися. Це бочкоподібні пустотілі Томари з гранованим вістрям. Їх робили з кістки — слонової або «риб'ячої». Збоку або на гранях вістря був один або два отвори.

## Західна Європа
Залізні західноєвропейські наконечники середньовіччя можна розділити на п'ять видів.
Лезові — застосовувалися однаково і на війні, і на полюванні.
Лезово-зазубрені (англ. Barbed — від barb — зазубрина). Барбед могли мати як дуже дрібні шипи, так і складатися як би з двох шипів. Шипасті застосовувалися для запальних стріл.
Бронебійні конічні (англ. Bodkin) — чисто військові голкоподібні наконечники. Бодкіни не закріплювалися цвяшком на древку. Перед боєм їх надягали втулкою на конічний кінчик древка. Таким чином, наконечник залишався в тілі супротивника. Могли пробивати кольчужний або пластинчастий обладунок. Для кращого проникнення ці наконечники вощились.
Двозубі голкоподібні наконечники застосовувалися для ураження крізь кольчугу, але не проникали занадто глибоко.
Великоголовчасті (англ. broadhead) — мисливські наконечники. Найдрібніші броадхеди застосовувалися іноді на війні. Великі типи з суцільною головкою або з широко розбіжними «вусами» на війні застосовувалися вкрай рідко. Це дорогі наконечники для полювання. Тому їх втулки закріплювалися на древку гвіздками. Щоб реалізувати їх ріжучу здатність при полюванні на звіра, такими стрілами стріляли з досить близької відстані.
Вилкоподібні (зрізні) — застосовувалися на полюванні. Називають їх також «розбійницьким типом». Залежно від величини, носили назви «малий місяць» і «великий місяць». Близькі до них наконечники-долота, що не мають глибокого вирізу на лезі.
На полюванні також застосовували втульчасті наконечники з направленими вперед у вигляді корони зубцями в передній частині.
Запальні стріли могли мати не тільки шипасті наконечники, але і у вигляді порожнистої ажурної ємності з вістрям спереду.
Для точної стрільби і стрільби на великі відстані використовували черешкові конічні наконечники з рогу або твердого дерева. Такі стріли мали тільки найкращі стрільці.
Звичайним було використання стріл без одягнутих на них наконечників. Загострений кінчик древка стріли сам по собі має достатню проникаючу здатність. Їх до того ж ще й вощили.
Деякі черешкові наконечники мали черешки, закручені навколо осі, що дозволяло вкручувати їх в держаки. Були також наконечники з конічною спіральною голівкою, які призначалися для обертових стріл.

## Японія
Японські наконечники стріл «яно-не» (yano-ne) так само різноманітні, як і всюди в середньовіччі. Бойові наконечники називаються «янагі-ха». Вони діляться на чотири класи.
- «Ясагі-ха» (лист верби) — різновиду звичайних бронебійних наконечників.
- «Тогарі я» — загострені і досить широкі плоскі наконечники.
- «Карімата» (роздвоєна стріла) або, по-іншому, «різаки для мотузок» — зрізні, частіше з глибокою виїмкою і шириною до 16,25 см.
- «Ватакусі» (руйнівники плоті) — наконечники з шипами. Один з різновидів останнього класу має рухомі шипи, що розсуваються при спробі витягнути стрілу з рани. (Наконечники з подібним пристроєм застосовувалися і в Туреччині XVII століття).

Крім розподілу на класи, різновиди наконечників мають свої назви, наприклад, «язик дракона», «вістря меча», «водяний подорожник» та ін. Крім бойових наконечників є декоровані наконечники з різьбленням і інкрустацією, для парадів і релігійних жертвоприношень.

## Наконечники нового часу
У XVIII—XIX ст. в передових країнах світу стрільба з лука вже відійшла в минуле чи використовувалася як розвага. Але на периферії ще тривали середньовічні і більш давні традиції, в тому числі і в даній сфері. Так, саме в цей час в Африці — де була давня традиція залізообробки — виготовлялася найбільша різноманітність видів залізних наконечників. Але одночасно там використовувалися також кам'яні та кістяні. А, наприклад, в лісовій зоні Сибіру старовинні типи залізних наконечників отримали найбільш вишуканий і логічно завершений дизайн.
Кам'яні і кістяні наконечники продовжували використовувати в найбільш віддалених куточках світу. У ескімосів були в ходу знімні (як у гарпунів) наконечники стріл з рогу оленя. Вони мали один або кілька шипів збоку. Деякі оснащувалися ще додатковим кам'яним вістрям. А каліфорнійський індіанець Іші вже на початку XX століття наочно показав ученим метод виготовлення кам'яних наконечників (подібне вміння демонстрували й австралійські аборигени). Все ж в колоніальну епоху відбувався перехід від каменю до заліза. Що спостерігалося і в Північній Америці.
Також музейні колекції поповнилися стрілами-остями з різних частин світу, які призначалися для стрільби в рибу. Ці великі стріли можуть мати на товстішому передньому кінці вирізаний зазублений наконечник або таку ж вставку з твердішого дерева або металу. Для дрібної риби їх забезпечують 2-7 довгими зазубленими дерев'яними, кістяними, роговими або дротяними залізними голками. Деякі народи використовували наконечники з декількома дерев'яними голками для полювання на птахів. Найдавніші аналоги подібних наконечників не збереглися до нашого часу через недовговічність дерева.

## Індіанці Північної Америки
У індіанців призначення стріли визначалося в основному саме по наконечниках. Індіанці Великих рівнин у XIX ст. вже не виготовляли кам'яних наконечників. Але їх використовували, якщо виявляли на поверхні землі. У цей час для полювання застосовували також наконечники з кістки, оленячого рогу, із затверділої жили або дерев'яні.
Наконечники з рогу оленя часто виготовляли, наприклад, сауки. При цьому ріг кип'ятили у воді до розм'якшення. Потім стругали ножем, надрізали і відгинали шипи, робили конічний отвір в пористій основі. На древко наконечник насаджували за допомогою клею. Після затвердіння рогу шипи заточували шорстким каменем. Наконечники з бізонових жил, які застосовували деякі племена на рівнині, відрізняються тим, що не ламаються при ударі в кістку.
Дерев'яні наконечники представляли собою вирізане на кінці стріли шишкоподібні або у вигляді дзиґи потовщення, вилоподібно розщеплений кінець древка або перпендикулярне древка перехрестя з маленьких паличок на передньому кінці. Їх застосовували для полювання на птахів, дрібних тварин і для відгону собак. Для стрільби по мішені також застосовувалися тупі стріли.
При використанні тростини для стріл — в основному індіанцями Південного заходу (навахо, апачі) і Каліфорнії — застосовувалася подовжена вставка з твердого дерева на передньому кінці. Вона могла просто заточуватися на вістря або мати зарубку для кам'яного або металевого наконечника.
Військові наконечники були з заліза або сталі. Наконечники з листового заліза індіанцям постачали європейські торговці. Індіанці і самі виготовляли їх, використовуючи для цього кільця від бочок або днища сковорідок. Всі залізні наконечники були плоскими. Мисливські мали скошені заточені плічка, що полегшувало витяг стріли. Плічка ж бойових обрізалися перпендикулярно осі або були шипуватими. Мисливські наконечники до того ж міцно закріплювалися на держаку за допомогою клею і обмотки. А бойові кріпилися слабо і залишалися в рані при спробі витягнути стрілу. Розміри залізних наконечників варіювали від 2 до 3 і більше дюймів. Найменші (часто шипуваті) були довжиною в 1 дюйм і менше.
Команчі і деякі інші племена розташовували мисливські наконечники на держаку в одній площині з карбом для тятиви. Що відповідає вертикальному розташуванню ребер у тварин. Бойові ж наконечники вставляли горизонтально. Хоча особливого сенсу в цьому немає, оскільки стріла все одно якось обертається в польоті.